# Evgenij Šljakov
Evgenij Igorevič Šljakov (in russo Евгений Игоревич Шляков?; Brjansk, 30 agosto 1991) è un calciatore russo, difensore dell'Ufa.

## Caratteristiche tecniche
È un terzino destro.

## Carriera
Cresciuto nel settore giovanile della Dinamo Brjansk, ha trascorso la prima parte di carriera fra seconda e terza divisione russa collezionando oltre 200 presenze. Nel gennaio del 2016 è stato acquistato dal Tambov, con cui ha debuttato in Prem'er-Liga disputando l'incontro vinto 3-0 contro il Kryl'ja Sovetov Samara del 16 marzo 2020.

## Palmarès

### Competizioni nazionali
- Pervenstvo Futbol'noj Nacional'noj Ligi: 1

Tambov: 2018-2019